# Nikołaj Afanasjew (duchowny)
Nikołaj Nikołajewicz Afanasjew (ros. Николай Николаевич Афанасьев, ur. 22 września?/4 października 1893 w Odessie, zm. 4 grudnia 1966 w Paryżu) – rosyjski duchowny prawosławny i teolog.

## Życiorys
W 1912 ukończył gimnazjum, potem przez rok studiował na Wydziale Medycznym Uniwersytetu Noworosyjskiego, następnie na Wydziale Fizyczno-Matematycznym, od listopada 1915 do maja 1916 był kursantem szkoły wojskowej w Odessie. Później odbywał służbę wojskową w Tomskiej Artylerii Przybrzeżnej, w 1918 pracował w banku. Podczas wojny domowej ewakuował się z Sewastopola i udał się do Belgradu, gdzie wstąpił do Belgradzkiego Kółka Prawosławnego i na nowo powstały Wydział Teologiczny Uniwersytetu Belgradzkiego, który ukończył w 1925, po czym został wyświęcony w Pradze. Był nauczycielem religii w żeńskim gimnazjum w Skopju, w 1929 otrzymał stypendium Rosyjskiej Grupy Akademickiej w Belgradzie, wkrótce udał się do Davos. W marcu 1930 otrzymał stypendium Prawosławnego Instytutu Teologicznego w Paryżu, jesienią 1930 otrzymał miejsce w Radzie Religijno-Pedagogicznej, w którym 1932–1940 był docentem. Napisał wiele artykułów. Stworzył naukę o Kościele zwaną eklezjologią eucharystyczną, w której - akcentując rolę Kościoła lokalnego - podkreślał, że eucharystia jest źródłem ontycznej jedności i pełni Kościoła. Po ataku Niemiec na Francję w maju 1940 stał się uchodźcą, od lipca 1941 do sierpnia 1947 był proboszczem rosyjskiej parafii prawosławnej w Tunezji, później przeorem w Bizercie, 1947–1950 ponownie był docentem Prawosławnego Instytutu Teologicznego w Paryżu, w 1950 obronił pracę pt. "Cerkiew Ducha Świętego" i został profesorem zwyczajnym Instytutu, od 1953 opublikował wiele tekstów po francusku.